# Creșterea suportului după convenție
Creșterea suportului popular după convenție (în engleză convention bounce sau  convention bump) este o creșterea bruscă a popularității (suportului) unui candidat în sondaje după ce el a fost desemnat în mod oficial drept candidat la președinția Statelor Unite la Convenția Națională a Partidului Republican⁠(d) sau la Convenția Națională a Partidului Democrat⁠(d).